# Soeda
Soeda (jap. 添田町 Soeda-machi) – miasto w Japonii, na wyspie Kiusiu, w prefekturze Fukuoka. Według danych na rok 2020 miejscowość zamieszkiwało 8 801 mieszkańców , a gęstość zaludnienia wyniosła 66,6 os./km².